# Chileense parlementsverkiezingen 2009
De Chileense parlementsverkiezingen van 2009 vonden op 13 december van dat jaar plaats. In de Kamer van Afgevaardigden bleef de centrumrechtse Unión Demócrata Independiente en in de Senaat bleef de centristische Partido Demócrata Cristiano de grootste.

## Uitslagen

### Kamer van Afgevaardigden
| Lijst                         | Afbeelding                    | Partij                                     | Afkorting                     | Stemmen   | Percentage | Zetels | Verschil |
| ----------------------------- | ----------------------------- | ------------------------------------------ | ----------------------------- | --------- | ---------- | ------ | -------- |
| A                             |                               | Concertación en Juntos Podemos             |                               | 2.934.378 | 44,35%     | 57     | 8        |
| A                             |                               | Partido Demócrata Cristiano                | PDC                           | 940.265   | 14,21%     | 19     | 1        |
| A                             |                               | Partido por la Democracia                  | PPD                           | 839.744   | 12,69%     | 18     | 3        |
| A                             |                               | Partido Socialista de Chile                | PS                            | 653.367   | 9,88%      | 11     | 4        |
| A                             |                               | Partido Radical Socialdemócrata            | PRSD                          | 251.456   | 3,80%      | 5      | 2        |
| A                             |                               | Partido Comunista                          | PCCh                          | 133.718   | 2,02%      | 3      | 3        |
| A                             |                               | Onafhankelijken op lijst A                 | ILA                           | 115.828   | 1,75%      | 1      | 1        |
| B                             |                               | Coalición por el Cambio                    |                               | 2.874.674 | 43,45%     | 58     | 4        |
| B                             |                               | Unión Demócrata Independiente              | UDI                           | 1.525.000 | 23,05%     | 37     | 4        |
| B                             |                               | Renovación Nacional                        | RN                            | 1.178.392 | 17,81%     | 18     | 1        |
| B                             |                               | ChilePrimero                               | CH1                           | 18.021    | 0,27%      | 0      |          |
| B                             |                               | Onafhankelijken op lijst B                 | ILB                           | 153.261   | 2,32%      | 3      | 1        |
| C                             |                               | Nueva Mayoría para Chile                   |                               | 302.627   | 4,57%      | 0      |          |
| C                             |                               | Partido Humanista                          | PH                            | 95.177    | 1,44%      | 0      | Stabiel  |
| C                             |                               | Partido Ecologista                         | PE                            | 3.815     | 0,06%      | 0      |          |
| C                             |                               | Onafhankelijken op lijst C                 | ILC                           | 206.635   | 3,08%      | 0      |          |
| D                             |                               | Chile Limpio. Vote Feliz                   |                               | 356.798   | 5,39%      | 3      |          |
| D                             |                               | Partido Regionalista de los Independientes | PRI                           | 264.466   | 4,00%      | 3      |          |
| D                             |                               | Movimiento Amplio Social                   | MAS                           | 26.440    | 0,40%      | 0      |          |
| D                             |                               | Onafhankelijken op lijst D                 | ILD                           | 65.892    | 1,00%      | 0      |          |
|                               |                               | Onafhankelijke en Partijloze kandidaten    | Ind                           | 147.379   | 2,23%      | 2      | 2        |
| Totaal aantal geldige stemmen | Totaal aantal geldige stemmen | Totaal aantal geldige stemmen              | Totaal aantal geldige stemmen | 6.615.856 | 91,08%     |        |          |
| Blanco stemmen                | Blanco stemmen                | Blanco stemmen                             | Blanco stemmen                | 205.520   | 2,83%      |        |          |
| Ongeldige stemmen             | Ongeldige stemmen             | Ongeldige stemmen                          | Ongeldige stemmen             | 442.161   | 6,09%      |        |          |
| Totaal uitgebrachte stemmen   | Totaal uitgebrachte stemmen   | Totaal uitgebrachte stemmen                | Totaal uitgebrachte stemmen   | 7.263.537 | 100%       |        |          |

### Senaat
| Lijst                                     | Partij                                     | Afkorting                                 | Percentage | Zetels | Verschil |
| ----------------------------------------- | ------------------------------------------ | ----------------------------------------- | ---------- | ------ | -------- |
| A                                         | Concertación en Juntos Podemos             |                                           | 43,27%     | 9      | Stabiel  |
| A                                         | Partido Demócrata Cristiano                | PDC                                       | 16,57%     | 4      | 2        |
| A                                         | Partido por la Democracia                  | PPD                                       | 13,85%     | 3      | Stabiel  |
| A                                         | Partido Socialista de Chile                | PS                                        | 9,23%      | 2      | 2        |
| A                                         | Partido Radical Socialdemócrata            | PRSD                                      | 3,61%      | 0      | 0        |
| A                                         | Onafhankelijken op lijst A                 | ILA                                       | 0,80%      | 0      |          |
| B                                         | Coalición por el Cambio                    |                                           | 45,19%     | 9      | Stabiel  |
| B                                         | Unión Demócrata Independiente              | UDI                                       | 21,30%     | 3      | Stabiel  |
| B                                         | Renovación Nacional                        | RN                                        | 20,19%     | 6      | 2        |
| B                                         | Onafhankelijken op lijst B                 | ILD                                       | 3,70%      | 0      | 2        |
| C                                         | Nueva Mayoría para Chile                   |                                           | 4,87%      | 0      |          |
| C                                         | Partido Humanista                          | PH                                        | 0,68%      | 0      | Stabiel  |
| C                                         | Onafhankelijken op lijst C                 | ILC                                       | 4,18%      | 0      |          |
| D                                         | Chile Limpio. Vote Feliz                   |                                           | 6,44%      | 0      |          |
| D                                         | Partido Regionalista de los Independientes | PRI                                       | 2,47%      | 0      |          |
| D                                         | Onafhankelijken op lijst D                 | ILD                                       | 3,97%      | 0      |          |
|                                           | Onafhankelijke en Partijloze kandidaten    | Ind                                       | 0,24%      | 0      | Stabiel  |
| Totaal aantal geldige stemmen : 1.895.482 | Totaal aantal geldige stemmen : 1.895.482  | Totaal aantal geldige stemmen : 1.895.482 | 92,31%     |        |          |